# Distrito de Moche

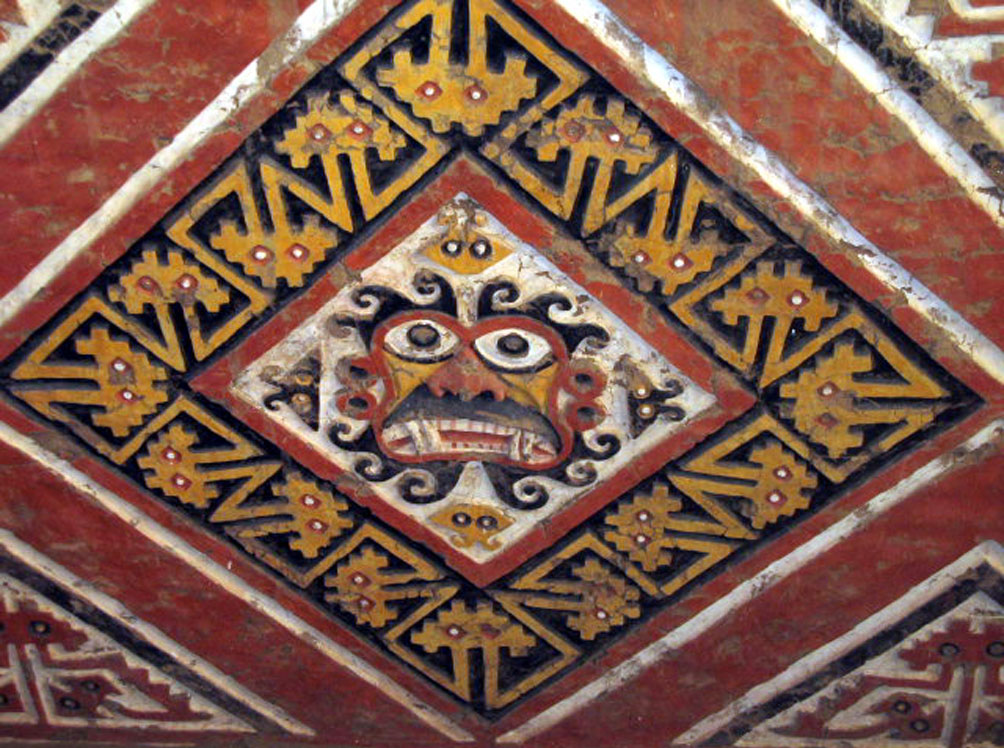
Friso restaurado en la Huaca de la Luna, capital religiosa mochica.

El distrito de Moche es el uno de los doce distritos que conforman la Provincia de Trujillo, ubicada en el departamento de La Libertad, en el Norte del Perú. 
Desde el punto de vista jerárquico de la Iglesia católica forma parte de la arquidiócesis de Trujillo.

## Límites
El Distrito de Moche limita al:
| Noroeste: Distrito de Trujillo                           | Norte: Distrito de Trujillo | Nordeste: Distrito de Trujillo, Distrito de Laredo |
| Oeste: Distrito de Víctor Larco Herrera, Océano Pacífico |                             | Este: Distrito de Simbal, Distrito de Laredo       |
| Suroeste: Océano Pacífico                                | Sur: Distrito de Salaverry  | Sureste: Distrito de Salaverry, Distrito de Laredo |

## Historia
- Antes de 1534: Cultura Moche
  - Siglo XX.

La tradición indígena del pueblo costeño de Moche en ese periodo fue muy singular. Se mantuvo el matriarcado en las familias. La mujer dirigía el hogar, trabajaba la tierra, comercializaba sus productos, dirigía el camino del hogar. El hombre representaba ante la sociedad. La herencia se dejaba al hijo primogénito. Esto prueba que existió las damas de moche como el caso de la Dama de Cao, descubierto en 2005, refiere el ingeniero politólogo Andrés Tinoco, investigador de la Universidad Nacional de Trujillo.
Existía la mita como el reparto equitativo del agua de regadío para las parcelas. Fue importante <la mochica> como canal de regadío en los terrenos de cultivo en Trujillo.
Los académicos de nobleza étnica mochera que han destacado son: Pedro Reyes Príncipe, Jorge Reyes Arroyo, Jorge Rodríguez Suy Suy, Jorge Díaz Jave, entre otros mocheros en la Universidad Nacional de Trujillo.
Los apellidos en idioma muchik son: Alza, Azabache, Jave, Neciosup, Nique, Suy Suy, Quesquén, entre otros.
El distrito se creó el 2 de enero del 1857, dada por el entonces Presidente Provisorio de la República del Perú Ramón Castilla y Marquesado.

## Geografía
Abarca una superficie de 25,25 km².

## Hitos urbanos
En él se encuentra el balneario Las Delicias, su hermosa campiña, así como las Huacas del Sol y de la Luna de la cultura Moche. Además el distrito es bordeado por el río del mismo nombre.
Es conocido por su original Semana Santa y su sopa teóloga. 
En el año 2022 con el alcalde Arturo Fernández al mando, se realizó una segunda escultura del Huaco de la fertilidad realizada por el artista creativo Michel Guzmán. Esto incrementó el turismo en el distrito de Moche en los últimos años. 

## Población
Según los resultados del censo de población y vivienda del año 2007; la población del distrito de Moche para ese año era de 29.727 habitantes.
- Población actual:

Para el año 2017 se tiene una población estimada en el distrito de Moche de 36 349 habitantes según datos estadísticos del sitio web oficial de la Gerencia Regional de Salud La Libertad, organismo que tiene los datos más actualizados de población de la región debido a que sus metas de atención está determinado por el número de habitantes por cada área geográfica de la región. Para el 2014, el Distrito de Moche tiene una población aproximada de 37 436 habitantes.

## Autoridades

### Municipales
Municipalidad distrital de Moche.
Municipalidad del centro poblado Las Delicias (Ordenanza Municipal N° 0006-2009-MPT)
- 2019 - 2022[5]
  - Alcalde: César Arturo Fernández Bazán, de Alianza para el Progreso.
  - Regidores:

  1. María Elena Sánchez De la Cruz (Alianza para el Progreso)
  2. Odalliz Cecilia Asmat Espíritu (Alianza para el Progreso)
  3. Haydee Yselda Velásquez Basilio (Alianza para el Progreso)
  4. José Luis Azabache Azabache (Alianza para el Progreso)
  5. Gladiz Iselda Reyes Arana (Alianza para el Progreso)
  6. Remy Marco Antonio Montero Costilla (Partido Aprista Peruano)
  7. José Luis Rodríguez Bardales (Perú Patria Segura)

Alcaldes anteriores
- 2011 - 2018:[6] Roger Emilio Quispe Rosales, del Partido Alianza para el Progreso (APP). Cumpliendo su tercer y último periodo.

## Festividades
- Feria de San José. En el mes de marzo, con la tradicional encerrona de vaquillonas, al estilo de Pamplona, España.
- Semana Santa de Moche, declarada Patrimonio Cultural de la Nación por el Ministerio de Cultura, por ser una importante celebración religiosa, donde se ponen en manifiesto elementos tradicionales propios de la cultura local, la cual constituye un referente de identidad para esta población, heredera de una importante tradición de ritualidad. Mes: marzo o abril.
- San Isidro Labrador (patrón de los agricultores). Mes: mayo y junio.
- Señor de la Misericordia. Mes: octubre.
- Santa Lucía de Moche
- Virgen de la Puerta de Moche

## Gastronomía local
Dentro de su culinaria, destaca:
- El 'ají limo mochero' para preparar el ceviche
- La causa en lapa
- La sopa teóloga con un preparado singular al estilo mochero.
- Seco de cabrito

### Origen del cuy guisado y frito
El cuy mochero es un guiso y frito preparado con papas y sabor picante.
La cultura Moche por ser la más antigua tuvo influencia en gran parte de Sudamérica, también fue dejando costumbres de su cocina como el caso de la domesticación del cuy para los preparados en forma de guiso y frito, que con diferentes añadidos se hace en la sierra del Perú.
Se puede decir que ese plato tan sabroso como es el cuy nació en el pueblo de Moche. Basta ver que en la costa peruana solo se come cuy en la zona de influencia moche. Y sin faltar a la verdad solo en Trujillo, ciudad de costa existen "cuyerías" donde se ofrecen todos los días ocho formas de preparados.